# 周伟 (运动员)
周伟（1976年3月6日—）是中国田径运动员，参加短跑比赛。
在1998年亚洲田径锦标赛的100米赛跑上，周伟赢得金牌，他个人的最好成绩为10.17秒。

## 涉药
2000年6月7日，周伟被发现兴奋剂检测呈阳性，随后被禁赛2年。

## 退役后
周伟后来在曾就读的北京体育大学任教。

## 統計
| 成績                    | 風速（公尺/秒） | 時間           | 地點             |
| ----------------------- | --------------- | -------------- | ---------------- |
| 10.17秒                 | +1.3            | 1998年6月6日   | 中国北京市       |
| 10.20秒                 | +0.4            | 1999年10月14日 | 中国廣東省惠州市 |
| 10.22秒                 | 0.0             | 1997年10月18日 | 中国上海市徐匯區 |
| 10.25秒                 | +0.8            | 2000年5月3日   | 中国天津市       |
| 10.26秒                 | +0.1            | 1997年10月17日 | 中国上海市徐匯區 |
| 10.26秒                 | +0.3            | 1999年10月15日 | 中国廣東省惠州市 |
| 10.29秒                 | 0.0             | 2000年4月14日  | 中国江蘇省南京市 |
| 10.34秒                 | 0.0             | 1998年5月3日   | 中国山東省濟南市 |
| 10.34秒                 | +1.9            | 1998年12月13日 | 泰國曼谷         |
| 10.36秒                 | 0.0             | 1998年9月3日   | 中国北京市       |
| 平均約10.268646646976秒 |                 |                |                  |

## 外部連結
- 周伟在World Athletics（英语）